# Saxifraga congestiflora
Saxifraga congestiflora là một loài thực vật có hoa trong họ Saxifragaceae. Loài này được Engl. & Irmsch. miêu tả khoa học đầu tiên năm 1914.